# کریستیان بوهنلین
کریستیان بوهنلین (انگلیسی: Kristian Böhnlein؛ زادهٔ ۱۰ مهٔ ۱۹۹۰) بازیکن فوتبال اهل آلمان است.
از باشگاه‌هایی که در آن بازی کرده‌است می‌توان به باشگاه فوتبال گروتر فورث اشاره کرد.